# Réservoir Pipmuacan
Réservoir Pipmuacan är en sjö i  provinsen Québec i Kanada. Réservoir Pipmuacan ligger 396 meter över havet och arean är 978 kvadratkilometer.